# Liste von Liederbüchern
Die Liste von Liederbüchern führt Liederbücher auf ohne Anspruch auf Vollständigkeit.

## Liste

### Deutschsprachig
| Titel                                                                                             | Erscheinungszeit           | Anmerkungen                                                                    |
| ------------------------------------------------------------------------------------------------- | -------------------------- | ------------------------------------------------------------------------------ |
| Heidelberger Liederhandschrift cpg 350                                                            | um 1300                    |                                                                                |
| Lochamer-Liederbuch                                                                               | Mitte des 15. Jahrhunderts |                                                                                |
| Hohenfurter Liederbuch                                                                            | um 1460                    |                                                                                |
| Königsteiner Liederbuch                                                                           | um 1470                    |                                                                                |
| Glogauer Liederbuch                                                                               | um 1480                    |                                                                                |
| Hundert und ainundzweintzig newe Lieder                                                           | 1534                       | herausgegeben von Hans Ott.                                                    |
| Novum et insigne opus musicum                                                                     | 1537–1538                  | Zweiteilige Liedersammlung des Verlegers Hans Ott.                             |
| Frische teutsche Liedlein                                                                         | 1539–1556                  | von Georg Forster                                                              |
| Hundert und fünfftzehen guter newer Liedlein                                                      | 1544                       | herausgegeben von Hans Ott.                                                    |
| Rostocker Liederbuch                                                                              | um 1568                    |                                                                                |
| Schlachtlieder der alten Eidgenossen                                                              | 1598–1601                  |                                                                                |
| Ostracher Liederhandschrift                                                                       | um 1740                    |                                                                                |
| Stimmen der Völker in Liedern                                                                     | 1778–1807                  | Johann Gottfried Herder                                                        |
| Liederhandschrift Baer                                                                            | um 1800                    | deutschsprachig, französisch                                                   |
| Liederbuch der Albertina                                                                          | 1850                       | Studentenlieder, herausgegeben von Ludwig Clericus                             |
| Deutscher Liederhort                                                                              | 1856; 1893–94              | begründet von Ludwig Erk                                                       |
| Allgemeines Deutsches Kommersbuch                                                                 | 1858–2021                  |                                                                                |
| Poststammbuch                                                                                     | 1871–1877                  |                                                                                |
| Klampfn-Toni                                                                                      | 1895–1995                  | aus Bayern.                                                                    |
| Lieder aus dem Rinnstein                                                                          | 1903–1906                  | von Hans Ostwald                                                               |
| Reigen-Sammlung                                                                                   | 1906                       | für den Schulunterricht von der Reformpädagogin Minna Radczwill                |
| Volksliederbuch für Männerchor                                                                    | 1908                       | Sammlung von 610 Volksliedern.                                                 |
| Der Zupfgeigenhansl                                                                               | 1909                       | Hans Breuer                                                                    |
| Der Spielmann                                                                                     | 1914–1978                  |                                                                                |
| Volksliederbuch für gemischten Chor                                                               | 1915                       |                                                                                |
| Volksliederbuch für die Jugend                                                                    | 1930                       |                                                                                |
| Bayerisches Liederbuch für die männlichen höheren Lehranstalten                                   | 1931                       |                                                                                |
| Der Jungbrunnen – Ein Liederbuch für Schule und Leben                                             | 1932                       |                                                                                |
| St. Georg – Lieder deutscher Jugend                                                               | 1931                       | Liedersammlung der bündischen Jugend, Walter Gollhardt                         |
| Blut und Ehre. Lieder der Hitlerjugend.                                                           | um 1933                    | Baldur von Schirach                                                            |
| Wir wandern und singen                                                                            | 1934                       | Deutsche Arbeitsfront                                                          |
| Deutsches Liederbuch, 1. Teil. Für die Grundschule.                                               | 1934                       |                                                                                |
| Das Singeschiff. Lieder der katholischen Jugend                                                   | um 1934                    |                                                                                |
| Sing mit uns.                                                                                     | ca. 1935                   | Verlag Trenkler, Leipzig. Bilder von Toni Wagner-Schilffarth.                  |
| Frisch gesungen im neuen Deutschland – Vaterlands- und Marschlieder für die deutsche Schuljugend  | 1936                       |                                                                                |
| Singkamerad – Schulbuch für die deutsche Jugend                                                   | um 1937                    | NS-Lehrerbund                                                                  |
| Der Schweizer Musikant. Lieder für die Schule, für die Familie und für Gemeinschaftskreise.       | um 1937                    | in der Schweiz herausgegeben                                                   |
| Wir Mädel singen                                                                                  | 1936–?                     | Liederbuch des Bundes Deutscher Mädel                                          |
| Soldatenliederbuch                                                                                | um 1940                    | Hrsg. NSDAP                                                                    |
| Die Garbe – Aus der Ernte deutscher Volkslieder. Liederbuch für höhere Jungenschulen. Klasse 1–8. | 1941                       |                                                                                |
| Soldaten singen. Marsch- und Soldatenlieder.                                                      | 1942                       |                                                                                |
| Bubenweisheit                                                                                     | 1948–1960                  | für die Gruppen der katholischen Jungschar in Österreich                       |
| Leben – Singen – Kämpfen                                                                          | 1949–1979                  | DDR                                                                            |
| Bruder Singer                                                                                     | 1951–ca.1958               |                                                                                |
| Der Turm                                                                                          | 1952–1966                  |                                                                                |
| Die Mundorgel                                                                                     | 1953–heute                 |                                                                                |
| Suppinger Liederbuch                                                                              | 1953–?                     |                                                                                |
| Kameraden singt!                                                                                  | 1958–2017                  | 2017 wurde die Überarbeitung beschlossen.                                      |
| Ars Musica                                                                                        | 1962–1971                  | Weltliche und geistliche Chorsätze.                                            |
| Singt das Lied der Lieder                                                                         | 1983–1991                  |                                                                                |
| Liederbuch für Niedersachsen                                                                      | 1994                       | bearbeitet von Rolf Wilhelm Brednich                                           |
| Liedbuch der Germania zu Wiener Neustadt                                                          | 1997                       |                                                                                |
| Das Ding                                                                                          | 2000–2014                  |                                                                                |
| Der Liederquell                                                                                   | 2007                       | 750 Volkslieder                                                                |
| Geselliges Chorbuch. Teil 1 und 2                                                                 | 1938 – ca. 1970            | Bärenreiter Verlag Kassel, Vor- und Nachkriegsauflagen inhaltlich unverändert. |

### Dänisch
| Titel             | Erscheinungszeit | Anmerkungen |
| ----------------- | ---------------- | ----------- |
| Højskolesangbogen | 1894             |             |

### Englisch
| Titel                 | Erscheinungszeit      | Anmerkungen                                                    |
| --------------------- | --------------------- | -------------------------------------------------------------- |
| Musica transalpina    | 1588                  | Von Thomas East ins Englische übertragene italienische Lieder. |
| 100 Carols for Choirs | 1987–2011 oder später | Weihnachtslieder.                                              |
| Little Red Songbook   | 1904                  | gewerkschaftlich, 190 Lieder                                   |

### Finnisch
| Titel          | Erscheinungszeit         | Anmerkungen                                                                  |
| -------------- | ------------------------ | ---------------------------------------------------------------------------- |
| Piae cantiones | 1582 bis 19. Jahrhundert | schwedisch-finnische Sammlung von Kirchen- und Schulgesängen, auch in Latein |

### Französisch
| Titel                  | Erscheinungszeit           | Anmerkungen                  |
| ---------------------- | -------------------------- | ---------------------------- |
| Manuscrit du Roi       | Mitte des 13. Jahrhunderts | mehr als 600 Lieder          |
| Liederhandschrift Baer | um 1800                    | deutschsprachig, französisch |

### Niederländisch
| Titel   | Erscheinungszeit | Anmerkungen                                                                      |
| ------- | ---------------- | -------------------------------------------------------------------------------- |
| Beeraak | 1973–1990        | Niederländische Sammlung, Lieder aus Ost- und Westeuropa, Armenien, Israel, USA. |

### Spanisch
| Titel               | Erscheinungszeit       | Anmerkungen                                                                                                |
| ------------------- | ---------------------- | --- |
| Cancionero de Baena | zwischen 1426 und 1430 | 385 vorwiegend kastilische Lieder des 14. und 15. Jahrhunderts, zusammengestellt von Juan Alfonso de Baena |